# Joachim Vadian
Joachim Vadian, właściwie Joachim von Watt (ur. 29 listopada 1484 w St. Gallen, zm. 6 kwietnia 1551 tamże) – szwajcarski humanista, lekarz, geograf, działacz Reformacji i wieloletni burmistrz St. Gallen.
Po ukończeniu szkoły w rodzinnym mieście wyjechał w 1502 na studia na Uniwersytet Wiedeński, gdzie w 1508 uzyskał stopień magistra i został zatrudniony na macierzystej uczelni jako wykładowca historii, poetyki i nauk przyrodniczych. Jednocześnie rozpoczął tam naukę medycyny, uzyskując z tej dziedziny doktorat w roku 1517. W 1516 wybrany na profesora Uniwersytetu Wiedeńskiego i na jego rektora, tę ostatnią funkcję pełnił do 1517. W 1518 zrezygnował z pracy na uczelni, przybył do swego brata mieszkającego w Krakowie i w 1519 zwiedził kopalnie soli w Wieliczce oraz w Bochni, pozostawiając publikowany opis obu. Następnie powrócił do St. Gallen, gdzie oprócz prowadzenia praktyki lekarskiej, zaangażował się w życie polityczne i religijne miasta. W 1521 został radnym, a w 1526 burmistrzem miasta, pełniąc tę funkcję do śmierci. Piastował też różne funkcje w Federacji Szwajcarskiej. W 1522 dokonał konwersji na protestantyzm i odegrał dużą rolę w upowszechnieniu się Reformacji w swoim mieście.

## Wybrane publikacje Vadiana
- De poetica et carminis ratione liber. Wien 1518.
- Joachimus Vadiani Helveti De Sarmatia eiusque claris viris sui temporis et de salis fodinis Sarmaticis commentariolus. Bazylea 1522. (praca o Polsce i jej kopalniach soli)[3]
- Die Große Chronik der Äbte des Klosters St. Gallen. St. Gallen 1529. (dzieje opactwa w St. Gallen)
- Epitome trium terrae partium, Asiae, Africae et Europae..., Zurich 1534.(atlas geograficzny świata)
- Aphorismorum de consideratione eucharistiae libri VI, St. Gallen 1535
- Die Kleinere Chronik der Äbte. Abtei und Stadt St. Gallen von den Anfängen bis zum Beginn der Neuzeit aus reformatorischer Sicht. W: Johannes Stumpf: Schweizer Chronik. Zürich 1548. (dzieje opactwa w St. Gallen i samego miasta)